# Strontiomelan
Strontiomelan ist ein sehr seltenes Mineral aus der Mineralklasse der Oxide und Hydroxide. Es kristallisiert im monoklinen Kristallsystem mit der chemischen Zusammensetzung Sr(Mn4+6Mn3+2)O16. Es tritt in 100 bis 200 μm dicken Aggregaten in Verbindung mit verschiedenen Mineralen auf.

## Etymologie und Geschichte
Strontiomelan wurde 1999 in Saint-Marcel, Aostatal, Italien entdeckt. Es ist nach seinem Bestandteil Strontium und seiner schwarzen Farbe, zu griechisch „Melanos“, benannt.

## Klassifikation
In der veralteten, aber noch gebräuchlichen 8. Ausgabe der Systematik der Minerale nach Strunz wird Strontiomelan in die Mineralklasse der Oxide und Hydroxide eingeordnet. Diese ist weiter nach dem Verhältnis von Metall zu Sauerstoff, sodass das Mineral sich entsprechend seiner Formel in der Gruppe „Oxide mit Verhältnis Metall : Sauerstoff = 1 : 2 (MO2 und verwandte Verbindungen)“ befindet. Da ist der Strontoimelan in der „Kryptomelangruppe“, zusammen mit Cesàrolith, Coronadit, Henrymeyerit, Hollandit, Manjiroit, Mannardit, Priderit, Redledgeit und Kryptomelan. Das ehemals ebenfalls hierzu gehörende Mineral Ankangit ist seit seiner Diskreditierung 2012 eine Varietät von Mannardit.
In der umfassend überarbeiten 9. Ausgabe der Systematik der Minerale nach Strunz, die auch von der International Mineralogical Association (IMA) verwendet wird, wird das Mineral ebenfalls in die Klasse der Oxide und Hydroxide eingeordnet. Diese ist zunächst ebenfalls unterteilt nach dem Verhältnis von Metall zu Sauerstoff. Strontiomelan ist ebenfalls in der Gruppe „Metall: Sauerstoff = 1:2 und vergleichbare“. Diese ist nun allerdings weiter unterteilt nach der Größe der beteiligten Kationen, sodass das Mineral in der Untergruppe „Mit großen (± mittelgroßen) Kationen; Tunnelstrukturen“ zu finden ist. Dort ist er ebenfalls Bestandteil der „Kryptomelangruppe“, allerdings gehören dazu jetzt Romanèchit, Kryptomelan und Todorokit dazu.
In der Systematik der Minerale nach Dana wird Strontiomelan in die Gruppe der „mehrfachen Oxide“ (Nr. 07) eingeordnet. Dort wird es in die Untergruppe der Systemnummer 09 eingeordnet (die ebenfalls „mehrfache Oxide“ heißt). Innerhalb dieser bildet Strontiomelan mit Hollandit, Manjiroit, Coronadit, Kryptomelan und Henrymeyerit ebenfalls eine „Kryptomelangruppe“. Es hat dabei die Systemnummer 07.09.01.05

## Kristallstruktur
Strontiomelan kristallisiert monoklin in der Raumgruppe P21/n (Raumgruppen-Nr. 14, Stellung 2) mit den Gitterparametern a = 10,00 Å, b = 5,758 Å und c = 9,88 Å sowie zwei Formeleinheiten pro Elementarzelle.

## Bildung und Fundorte
Strontiomelan ist mit Braunit, Kryptomelan, Hollandit, Quarz, Arsen-haltigem Fluorapatit, Antimon-haltigem Titanit, Jadeit und Strontiopiemontit (Piemontit mit Sr-Anteil) vergesellschaftet.
Von Strontiomelan sind nur drei Fundorte bekannt. Die Typlokalität in Italien liegt in der autonomen Region Aostatal in Saint-Marcel. Daneben sind eine Fundstelle in Belgien in der Provinz Luxemburg und eine Fundstelle in Japan in der Region Kyushu in der Nähe der Stadt Nagasaki bekannt.